# Afrostyrax kamerunensis
Afrostyrax kamerunensis là một loài thực vật có hoa trong họ Huaceae. Loài này được G.Perkins & Gilg mô tả khoa học đầu tiên năm 1909.